# Türkmenistanyň Kommunistik Partiýasy
Die Kommunistische Partei Turkmenistans (russisch Коммунистическая партия Туркменистана – Kommunistitscheskaja partija Turkmenistana, Kommunisticheskaya partiya Turkmenistana; turkmenisch Түркменистаның Коммунистик Партиясы Türkmenistanyň Kommunistik Partiýasy, en.: Communist Party of Turkmenistan) war die regierende kommunistische Partei der Turkmenischen SSR und Teil der Kommunistischen Partei der Sowjetunion. Ab 1985 wurde sie von Saparmyrat Nyýazow geführt. Am 16. Dezember 1991, als sich die Sowjetunion auflöste, organisierte Nyýazow die CPT um in die Demokratische Partei Turkmenistans. Die aktuelle Türkmenistanyň Kommunistik Partiýasy wurde nach der Unabhängigkeit und während der Präsidentschaft Nyýazow für illegal erklärt und ist weiterhin verboten.

## Parteiführung

### Erste Sekretäre
|                 | Bild            | Name (Lebensdaten)                | Amtsantritt       | Amtszeitende      | Partei          |
| Erster Sekretär | Erster Sekretär | Erster Sekretär                   | Erster Sekretär   | Erster Sekretär   | Erster Sekretär |
| --------------- | --------------- | --------------------------------- | ----------------- | ----------------- | --------------- |
| 1               |                 | Ivan Mezhlauk (1891–1938)         | 19. November 1924 | 1926              | CPT/CPSU        |
| 2               |                 | Shaymardan Ibragimov (1899–1957)  | Juni 1926         | 1927              | CPT/CPSU        |
| 3               |                 | Nikolay Paskutsky (1894–1938)     | 1927              | 1928              | CPT/CPSU        |
| 4               |                 | Grigory Aronshtam (1893–1938)     | 11. Mai 1928      | August 1930       | CPT/CPSU        |
| 5               |                 | Yakov Popok (1894–1938)           | August 1930       | 15. April 1937    | CPT/CPSU        |
| 6               |                 | Anna Mukhamedov (1900–1938)       | April 1937        | Oktober 1937      | CPT/CPSU        |
| 7               |                 | Yakov Chubin (1893–1956)          | Oktober 1937      | November 1939     | CPT/CPSU        |
| 8               |                 | Mikhail Fonin (1905–1974)         | November 1939     | März 1947         | CPT/CPSU        |
| 9               |                 | Shadzha Batyrov (1908–1965)       | März 1947         | Juli 1951         | CPT/CPSU        |
| 10              |                 | Sukhan Babayev (1910–1995)        | Juli 1951         | 14. Dezember 1958 | CPT/CPSU        |
| 11              |                 | Dzhuma Durdy Karayev (1910–1960)  | 14. Dezember 1958 | 4. Mai 1960       | CPT/CPSU        |
| 12              |                 | Balyş Öwezow (1915–1975)          | 13. Juni 1960     | 24. Dezember 1969 | CPT/CPSU        |
| 13              |                 | Muhammetnazar Gapurow (1922–1999) | 24. Dezember 1969 | 21. Dezember 1985 | CPT/CPSU        |
| 14              |                 | Saparmurat Niyazov (1940–2006)    | 21. Dezember 1985 | 16. Dezember 1991 | CPT/CPSU        |

### Zweite Sekretäre
|  | Anna Mukhammedov (1900–1938)   | 3. März 1935       | Oktober 1937       |
|  | Allaberdy Berdyev (1904–1964)  | 16. Juli 1938      | 20. August 1940    |
|  | Kurban Permanov (1909–1969)    | 28. November 1941  | 17. Februar 1945   |
|  | Shadzha Batyrov (1908–1965)    | November 1945      | Juli 1947          |
|  | Arkady Sennikov (1908–1974)    | Juli 1947          | 10. September 1953 |
|  | Polikarp Dolgov (1910–1989)    | 10. September 1953 | 14. Februar 1954   |
|  | Fyedor Grishaenkov (1914–1983) | 14. Februar 1954   | 13. Juni 1960      |
|  | Mikhail Pimenov (1914–?)       | 13. Juni 1960      | 25. März 1963      |
|  | Vasily Rykov (1918–2011)       | 25. März 1963      | 14. April 1975     |
|  | Viktor Pereudin (1923–2001)    | 14. April 1975     | 20. Dezember 1980  |
|  | Albert Rachkov (1927–2023)     | 20. Dezember 1980  | 26. Juli 1986      |
|  | Sergei Nesterenko (1935–)      | 26. Juli 1986      | 1991               |
|  | Alexander Dodonov (1946–2018)  | 1991               | 1991               |